# Diamond Dogs (sång)
Diamond Dogs är en låt av David Bowie som släpptes som singel den 14 juni 1974 och på albumet Diamond Dogs som släpptes den 24 april 1974. Låten nådde 21 plats på den brittiska listan. Även om låten inte gjorde så stor succé i USA blev sången en stor succé på hans nordamerikanska turné från 1974.[källa behövs]

## Medverkande
- David Bowie sång, gitarr, keyboards
- Herbie Flower bas
- Mike Garson piano
- Aynsley Dunbar trummor